# Élisabeth de Bosnie
Élisabeth de Bosnie ou Elizabeta Kotromanić, (1339/1340 – Novigrad vers le 16 janvier 1387)  reine de Hongrie et de Pologne ainsi que régente et tutrice de sa fille Marie Ire de Hongrie.

## Biographie
Élisabeth Kotromanić est la fille de Étienne II Kotromanić, ban de Bosnie et d'Élisabeth de Cujavie (en), la petite-nièce de Ladislas Ier de Pologne.
Elle épousa Louis Ier de Hongrie, roi de Hongrie et de Pologne le 20 juin 1353 en dépit d'un lien de consanguinité du fait d'un ancêtre commun, le duc de Cujavie en Pologne, pour lequel le pape Innocent IV accorda une dispense.
En 1382, à la suite de la mort du roi Louis Ier de Hongrie, sa fille Marie Ire devint reine de Hongrie et Élisabeth, sa régente et tutrice, avec l'appui du puissant palatin Nicolas Garai.
Sigismond de Luxembourg, le fiancé de Marie, et son demi-frère Venceslas IV de Bohême, ainsi que plusieurs nobles de Hongrie s’opposèrent à Élisabeth et au Palatin. Par ailleurs, une partie de la noblesse hongroise soutint les prétentions du futur Charles II, roi de Naples au trône de Hongrie le 31 décembre 1385. Élisabeth et Marie s’emparèrent de lui le 7 février 1386 et le firent assassiner.
Élisabeth et Marie furent, à leur tour, capturées le 25 juillet 1386 à Gorjani par Jean Horvati et son frère Paul, évêque de Zagreb, tous deux partisans de Charles II. En 1386/1387, Sigismond de Luxembourg pénétra en Slavonie pour tenter de libérer les reines mais Élisabeth fut étranglée dans sa prison à Novigrad en janvier 1387. 
Elle fut inhumée dans l'église Saint-Chrysogone de Zadar.

## Postérité
Élisabeth de Bosnie eût au moins 4 enfants avec son époux Louis Ier de Hongrie
- Marie (1365 † 1366)
- Catherine (1370 † 1378)
- Marie Ire (1371 † 1395), reine de Hongrie, mariée en 1385 à Sigismond de Luxembourg (1368 † 1437)
- Hedwige Ire (1373 ou 1374 † 1399), roi de Pologne, mariée en 1386 Ladislas II Jagellon († 1434), grand-duc de Lituanie